# ジョージ・カーター
ジョージ・カーター（George Carter、1936年6月4日 - ）は、アメリカ合衆国出身の元プロボクサー。元日本2階級制覇者（ジュニアミドル級およびミドル級）。イリノイ州シカゴ生まれ。長身の黒人選手で「足長おじさん」と親しまれた。三鷹ジムおよび京浜川崎ジム所属。

## 来歴
立川基地所属の米軍兵士。1961年5月25日プロデビュー。長身を利したボクシングで息の長い活躍をし、1970年2月5日、輪島功一から判定で日本ジュニアミドル級タイトルを奪取。これは同年4月9日の再戦で奪回されたものの、翌1971年4月19日、タートル岡部を判定で下し日本ミドル級タイトルを奪取し、2階級制覇を達成した。
このタイトルは谷延雅一、星野哲雄の2人から防衛したが、1972年12月、帰国のためタイトルを返上した。

## 通算戦績
29戦19勝（10KO）10敗

## 獲得タイトル
- 第4代日本ジュニアミドル級王座（防衛0度）
- 第24代日本ミドル級王座（防衛2度）